# Rhino Hero Super Battle
Rhino Hero Super Battle ist ein Kinder- und Geschicklichkeitsspiel der Spieleautoren Scott Frisco und Steven Strumpf. Das Spiel für zwei bis vier Spieler ab fünf Jahren dauert etwa 10 bis 20 Minuten pro Runde. Es ist im Jahr 2017 bei dem Verlag HABA international erschienen, 2018 wurde das Spiel auf die Empfehlungsliste des Kinderspiels des Jahres aufgenommen.

## Thema und Ausstattung
Im Rhino Hero Super Battle versuchen die Spieler in der Rolle von Superhelden einen Wolkenkratzer aus Wänden verschiedener Größe sowie Zwischengeschossen aufzubauen und zu erklettern. Der Spieler, bei dessen Aufbauversuch das Haus zusammenbricht, verliert das Spiel, während der Spieler, dessen Held an höchster Stelle im Hochhaus steht (oder stand), das Spiel gewinnt.
Das Spielmaterial besteht neben einer Spielanleitung aus:
- drei doppelseitig bedruckten Spielplanteilen (Grundstückplatten),
- 24 hohen und 24 niedrigeren Wandelementen,
- 30 Zwischenböden,
- vier Spielfiguren aus Holz (Rhino Hero, Batguin, Big E. und Giraffe Boy)
- vier Affenfiguren (Spider-Monkeys),
- drei Würfeln, davon ein roter 1 bis 6, ein blauer 1 bis 5 und ein hellblauer -1 bis 3, und
- einer Himmelsstürmer-Medaille.

## Spielweise
Vor dem Spiel wählt jeder Spieler eine Superheldenfigur. Die drei Spielplanteile werden nebeneinander auf das Spielfeld gelegt. Die Zwischenböden werden gemischt und jeder Spieler bekommt drei von ihnen, der Rest wird als verdeckter Stapel in die Tischmitte neben die Grundstücke gelegt und die obersten drei Zwischenböden werden aufgedeckt. Alle anderen Spielelemente werden auf dem Tisch verteilt, sodass sie jeder erreichen kann.
Das Spiel wird im Uhrzeigersinn gespielt. Der jeweils aktive Spieler spielt einen Zwischenboden aus seiner Hand aus und nimmt sich die darauf abgebildeten Wandelemente. Diese baut er entweder auf die Punkte der Grundstücke oder (in späteren Runden) auf bereits stehende Bauwerksteile. Danach muss er den Zwischenboden so auf die neuen Wandelemete legen, dass er waagerecht liegt. Ist auf dem Zwischenboden zusätzlich ein Affensymbol abgebildet, muss ein Spider-Monkey an den neu aufgelegten Boden angehängt werden.
Sobald der Boden eingebaut ist, wirft der Spieler mit dem hellblauen Würfel und ermittelt so, wie viele Stockwerke er klettern darf. Die möglichen Würfelergebnisse reichen von -1 bis 3. Entsprechend dem Ergebnis versetzt der Spieler seine Superheldenfigur und kann so das Gebäude erklimmen. Landet er auf einem Stockwerk, auf dem sich bereits eine gegnerische Figur befindet, kommt es zu einem Würfelduell (Super Battle). Dabei bekommt der aktive Spieler (Angreifer) den roten Würfel (1 bis 6) und der Spieler mit der bereits auf der Etage stehenden Figur (Verteidiger) den blauen Würfel (1 bis 5). Wer die höhere Zahl wirft, gewinnt, und sein Gegner muss seine Figur um ein Stockwerk nach unten stellen. Der jeweils am höchsten stehende Spieler bekommt die Himmelsstürmer-Medaille. Zum Ende des Zuges zieht der Spieler einen der offen ausliegenden Zwischenböden nach und füllt die entstandene Lücke mit einer Karte vom Nachziehstapel.
Das Spiel kann auf zwei Arten beendet werden. Es endet sofort, wenn ein Spieler beim Einbauen seiner Wände oder Zwischenböden das Gebäude ganz oder teilweise zum Einstürzen bringt. In diesem Fall gewinnt der Spieler, der zuletzt die Himmelsstürmer-Medaille bekommen hat. Hat dieser Spieler den Einsturz verursacht, gewinnen alle anderen Spieler zusammen. Alternativ endet das Spiel, wenn kein Zwischenboden mehr nachgezogen werden kann und alle Böden eingebaut sind. Auch in diesem Fall gewinnt der Spieler mit der Himmelsstürmer-Medaille das Spiel.

## Versionen und Rezeption
Das Spiel Rhino Hero Super Battle wurde von den Spieleautoren Scott Frisco und Steven Strumpf auf der Basis des bereits 2011 erschienen Rhino Hero entwickelt und wurde zu den Internationalen Spieletagen 2017 bei dem auf Kinderspiele spezialisierten Verlag HABA in einer multilingualen Version in deutscher, englischer, französischer, spanischer, italienischer und niederländischer Sprache veröffentlicht. Zudem erschien das Spiel auf Russisch bei dem russischen Spieleverlag Hobby World. Ebenfalls 2017 erschien mit Rhino Hero Active Kids ein weiteres Spiel der Rhino-Hero-Serie, das allerdings eine eigene Spielmechanik hat und nicht auf Rhino Hero aufbaut.
2018 wurde das Spiel auf die  Empfehlungsliste des Kinderspiels des Jahres aufgenommen.

## Belege
1. 1 2 3 4 5  Spieleanleitung Rhino Hero Super Battle; abgerufen am 16. Dezember 2018.
2. ↑   Rhino Hero in der Spieledatenbank BoardGameGeek (englisch); abgerufen am 16. Dezember 2018
3. ↑  Rhino Hero Super Battle, Versionen bei BoardGameGeek. Abgerufen am 16. Dezember 2018.
4. ↑   Rhino Hero Active Kids in der Spieledatenbank BoardGameGeek (englisch); abgerufen am 16. Dezember 2018
5. ↑  Rhino Hero Super Battle bei Spiel des Jahres e. V.; abgerufen am 16. Dezember 2018.